# Bán đảo Seward

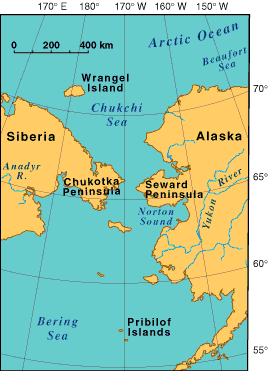
Bản đồ Beringia hiển thị Bán đảo Seward.

Bán đảo Seward là một bán đảo lớn trên bờ biển phía tây của tiểu bang Alaska, Hoa Kỳ. Nó có chiều dài khoảng 320 kilômét (200 mi) vươn ra biển Bering giữa vịnh hẹp Norton, eo biển Bering, biển Chukotka và vịnh hẹp Kotzebue, ngay phía dưới Vòng Bắc Cực. Toàn bộ bán đảo dài khoảng 330 kilômét (210 mi) và rộng từ 145 km (90 mi) đến 225 km (140 mi). Giống như thị trấn Seward, bán đảo được đặt theo tên của Ngoại trưởng Hoa Kỳ William H. Seward, người đã có công lớn trong Thương vụ mua lại Alaska.
Bán đảo là tàn dư của Beringia, một dải đất rộng khoảng một ngàn dặm nối Siberi với lục địa Alaska trong kỷ băng hà Pleistocene. Cây cầu đất này hỗ trợ cho việc di cư của con người, cũng như các loài động vật từ châu Á đến Bắc Mỹ. Các cuộc khai quật tại các hang Trail Creek và mũi Espenberg trong Khu bảo tồn quốc gia Cầu đất Bering cũng như tại mũi Denbigh ở phía nam đã cung cấp cái nhìn sâu sắc về dòng thời gian di cư thời tiền sử từ châu Á đến bán đảo Seward.

## Địa lý và sinh thái
Bán đảo Seward có một số đặc điểm địa chất khác biệt. Các hồ Dãy núi Devil ở phía bắc của bán đảo là những hồ miệng núi lửa lớn nhất thế giới. Chúng được hình thành từ hơn 21.000 năm trước do hậu quả của vụ phun trào dưới lòng đất.